# Guillaume de Durham
Guillaume de Durham, en anglais William of Durham (en latin Guilelmus, Dunelmensis), est un théologien et ecclésiastique anglais, probablement né à Sedgefield, Durham, et mort à Rouen en 1249.
Certains auteurs l'ont confondu avec Guillaume de Leicester, Guillaume de Sherwood (parfois noté Shirwood ou Shyreswood) dont on lui a parfois attribué les œuvres, ou un Guillaume de Lanum, archidiacre en 1234.

## Biographie
Guillaume de Durham est probablement né à Sedgefield, fait ses études d'abord à l'abbaye de Wearmouth, puis à Oxford, avant de les poursuivre à l'université de Paris où il est devenu un « magister famosus » d'après la Chronica majora de Matthieu Paris. D'après le manuscrit de Douai, l'abbé Glorieux écrit qu'il était régent de théologie vers 1226-1229. Il a rédigé une question sur l'aumône dans la Summa Duacencis.
En mars 1229, la répression par la garde de Paris d'une émeute d'étudiants à la suite d'une altercation entre des étudiants, le tenanciers et les voisins d'une auberge du bourg Saint-Marcel le mardi gras a entraîné une grève de l'université de Paris. Les cours s'arrêtent, étudiants et les maîtres se dispersent. À l'invitation d'Henri III d'Angleterre faite le 14 juillet 1229, les étudiants et les maîtres anglais viennent renforcer l'enseignement de l'université d'Oxford et de celle de Cambridge. Il aurait organisé la migration vers l'université d'Oxford. La Chronica majora de Matthieu Paris cite les noms des maîtres anglais qui ont quitté l'université de Paris en 1229 : Alanus de Beccles, Nicholaus de Farnham, Johannes Blundus, Radulfus de Maidenstone, Willemus de Dunelmo. Il a enseigné de nombreuses années à Oxford.
Il a été archidiacre de Durham avant 1237, recteur de Wearmouth. Richard Poore, évêque de Durham en 1209-1213, lui a accordé «avec l'assentiment du chapitre et le consentement du roi,« certains droits sur la ville de Sunderland et les manoirs de Wearmouth et «Sephor». D'après Matthieu Paris, il a été élu archevêque de Rouen, avant ou après l'élection de Pierre de Colmieu. Il a été aussi aumônier du pape. Après l'élection de Nicholas de Farnham comme évêque de Durham, ses droits sur la ville de Sunderland, le manoir de Wearmouth ont été remis en question. Il a fait appel au pape et l'affaire a été entendue par Pierre de Colmieu. Un compromis a été trouvé et le 22 décembre 1248, le pape a délivré de Lyon un mandat à l'évêque d'Ely, Hugh de Northwold (entre 1229-1254), de ne pas laisser abuser des droits de Guillaume de Durham.
Guillaume de Durham est mort sur la route de retour de Lyon, peut-être à Rouen, en 1249, d'après Matthieu de Paris.
Dans son testament, Guillaume de Durham lègue 310 marks à l'université d'Oxford pour soutenir dans des loyers dix maîtres ou plus qui étudient la théologie à l'université. Guillaume de Durham ne semble pas avoir prévu que ces maîtres vivent ensemble en collège, mais sa générosité a été la première qui a permis de fonder Durham Hall. Ce n'est qu'en 1280 que quatre maîtres ont fondé une communauté qui est devenu University College.